# 松風村雨堂

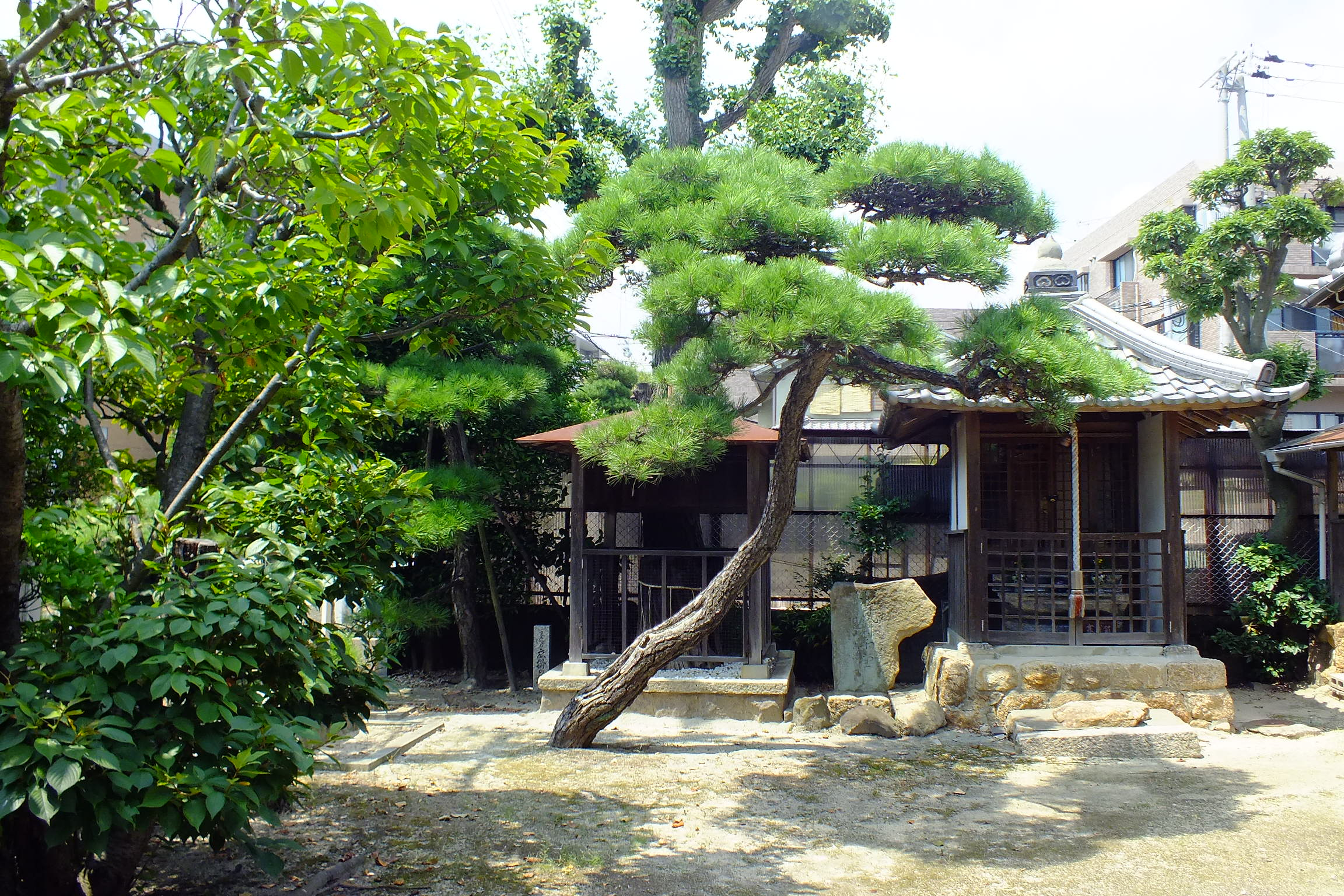
松風村雨堂

松風村雨堂（まつかぜむらさめどう）は、兵庫県神戸市須磨区離宮前町1丁目にある平安時代の多井畑の村長の娘「もしほ」（松風）と「こふじ」（村雨）が在原行平を慕い建てた庵の跡。

## 概要

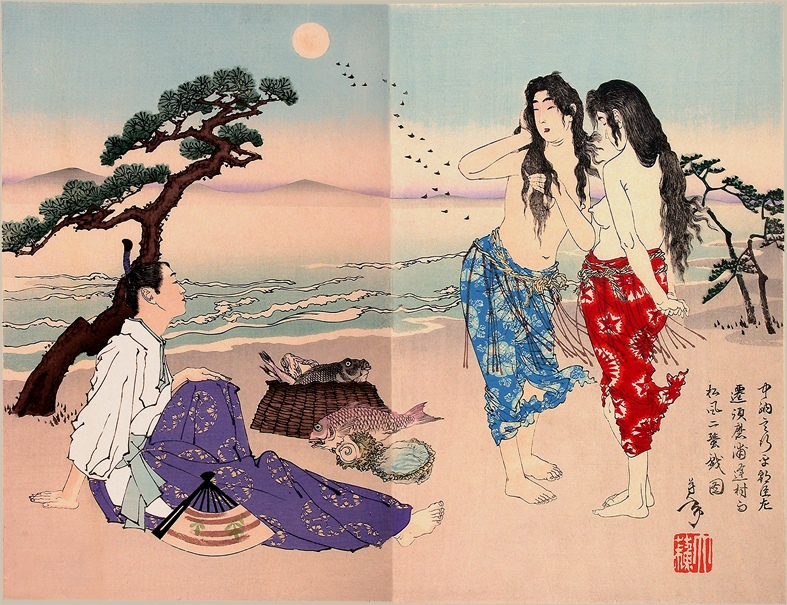
「中納言行平朝臣、須磨の浦に左遷され村雨・松風二（ふたり）の蜑（あま）に逢ひ、戯れるの図」（月岡芳年作）

平安時代に歌人で公卿の在原行平が、光孝天皇の怒りにふれて、仁和3年（887年）（文徳天皇の御代の説もある）に京から須磨へ左遷され蟄居した際、多井畑の村長の娘「もしほ」と「こふじ」の姉妹に出会い、2人をそれぞれ「松風」「村雨」と名付けて愛人とした。帰京の際、行平は狩衣と烏帽子を松に掛けて姉妹への形見とし旅立った。行平が都に帰った後も姉妹は、行平を慕い続け、行平の居宅のそばに庵を結び、観世音菩薩を祀り行平の無事を祈った。 その庵の跡が現在残るお堂と伝えられる。都に帰る行平と2人の姉妹の伝説は、悲しい別れの話として謡曲などにも取り入れられ、後世知られるようになる。
現在、敷地内には観音堂、供養塔、別れに臨み行平が植えた磯馴松、衣掛松、在原行平の和歌が刻まれる石碑などがある。
なお、「松風村雨の墓」が多井畑にあり、多井畑厄除八幡宮の西200ｍの広場の一隅に五輪塔二基がひっそり建っている。

## 行平の和歌

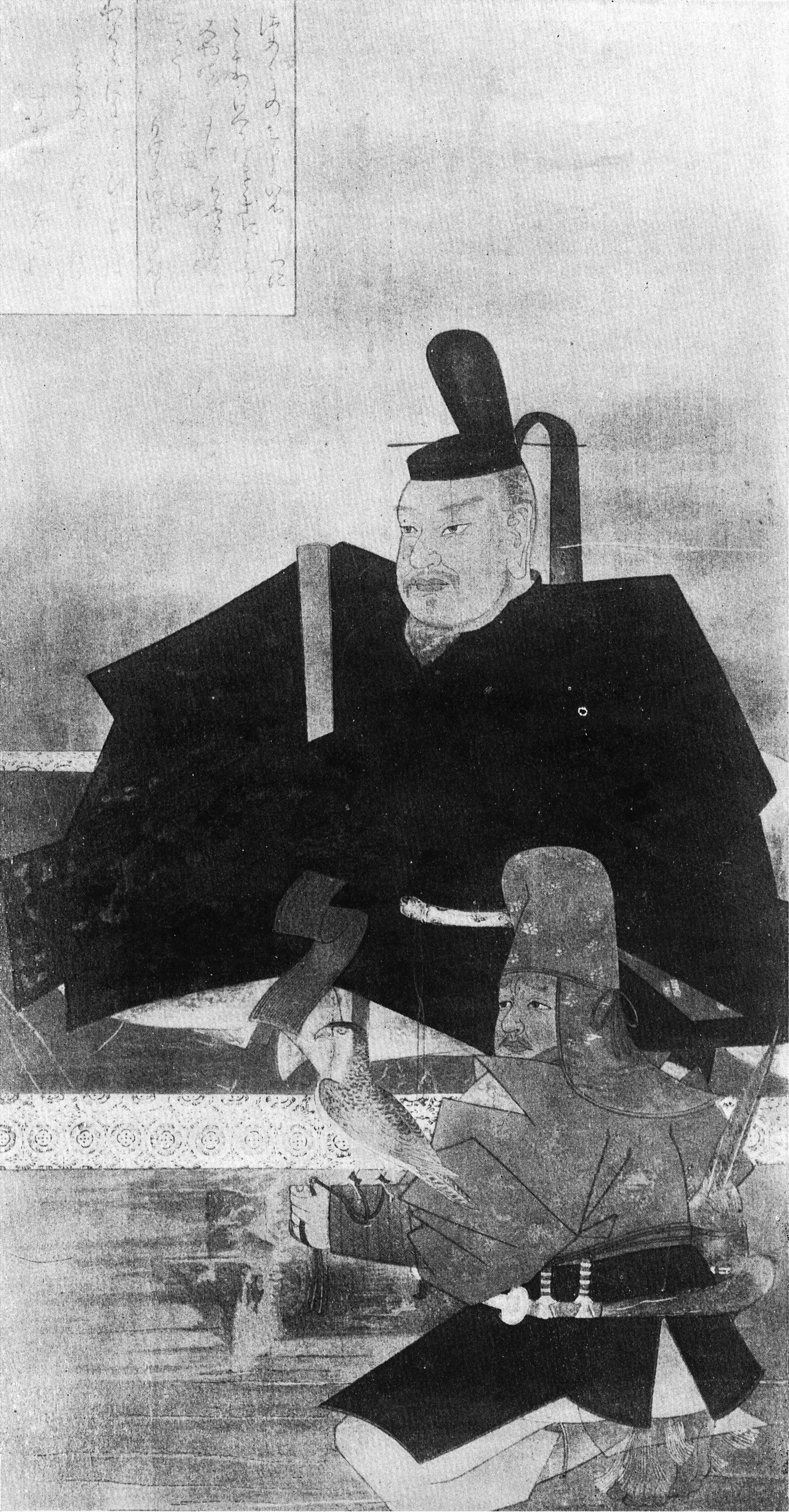
在原行平像

松風村雨堂入口に建てられた石碑には、行平の以下の歌が彫られている。
立ちわかれ
いなばの山の
峯におふる
まつとし聞かば
今かへりこむ
意味

あなたと別れて、私は因幡の国へ赴くが、因幡の稲羽山の峰に生える松のように、あなたが私の帰りを待っていると聞いたら、すぐにでも帰って来ましょう。
※「いなばの山」を現在の須磨離宮公園付近にある「稲葉山（月見山）」とする解釈し、行平が帰京の際、松風と村雨へ詠んだ別れの歌と考える説もあり、
　「私はあなたたちと別れ、都へ行くが、“いなばの山”に生える松のように、あなたたちが私の帰りを待つというのを聞けば、私はすぐにでも須磨に帰って来よう」
との意味となる。

## 謡曲「松風」

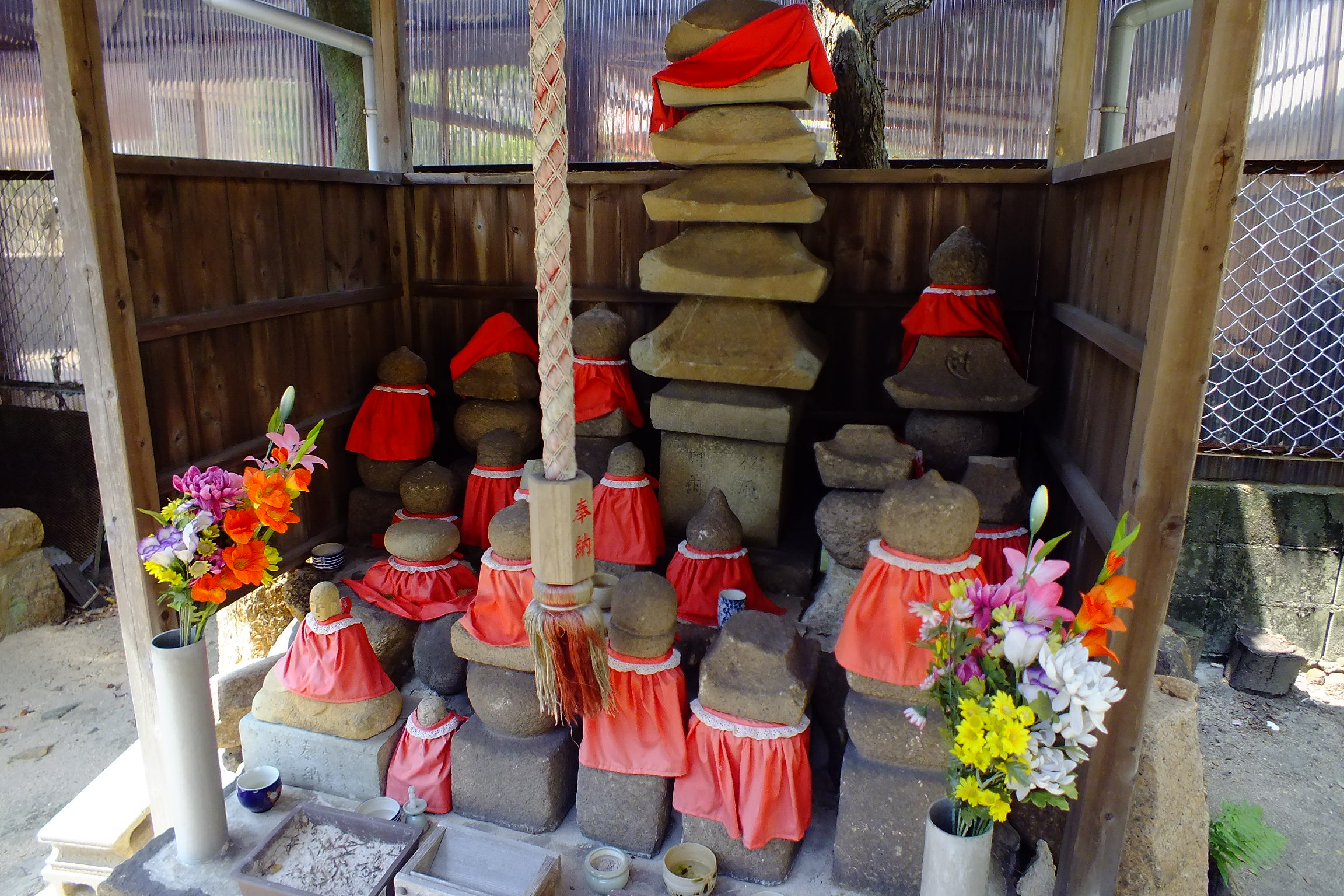
多くの供養塔が祀られる松風村雨堂

宮廷歌人であった在原行平が、須磨に流された際に出会った姉妹の海女を愛した話を基に、一途な恋慕や懊悩する女心を歌った叙情豊かで幽玄な趣を持った謡曲。
月の美しい秋の夜に、須磨の浦で諸国一見の旅の僧が、いわくあり気な松を見つけ、それが松風・村雨の旧跡と知り念仏を上げ弔う。とある塩屋に宿を乞うため訪ねたところ、2人の若い女海人が浜辺の夜景をめでながら汐汲み車を引いつつ帰ってくるところだった。僧は一夜の宿を得ることができ喜びもあらわに、在原行平の詠歌「わくらわに」を口にし夕暮れに弔った松風・村雨の松のことを話したところ、2人の女は、突然涙を流し、「実は自分たちは行平の愛を受け、恋ゆえに思い乱れ世を去った松風村雨の亡霊である」と告げ、行平との契りが忘れがたく、その妄執にひかれて、こうして現れ来たものだと告げる。昔を懐かしみ、行平の形見の烏帽子と狩衣を取り出しては身に着けるとむせび泣き、そのうちには物狂おしく舞い、妄執からの解脱の回向を僧に請うと、たちまちにその姿を消してしまった。あとにはただ松に吹く風の音が残るばかり。旅僧の夢であった。

## 所在地
神戸市須磨区離宮前町1丁目2。

## ギャラリー

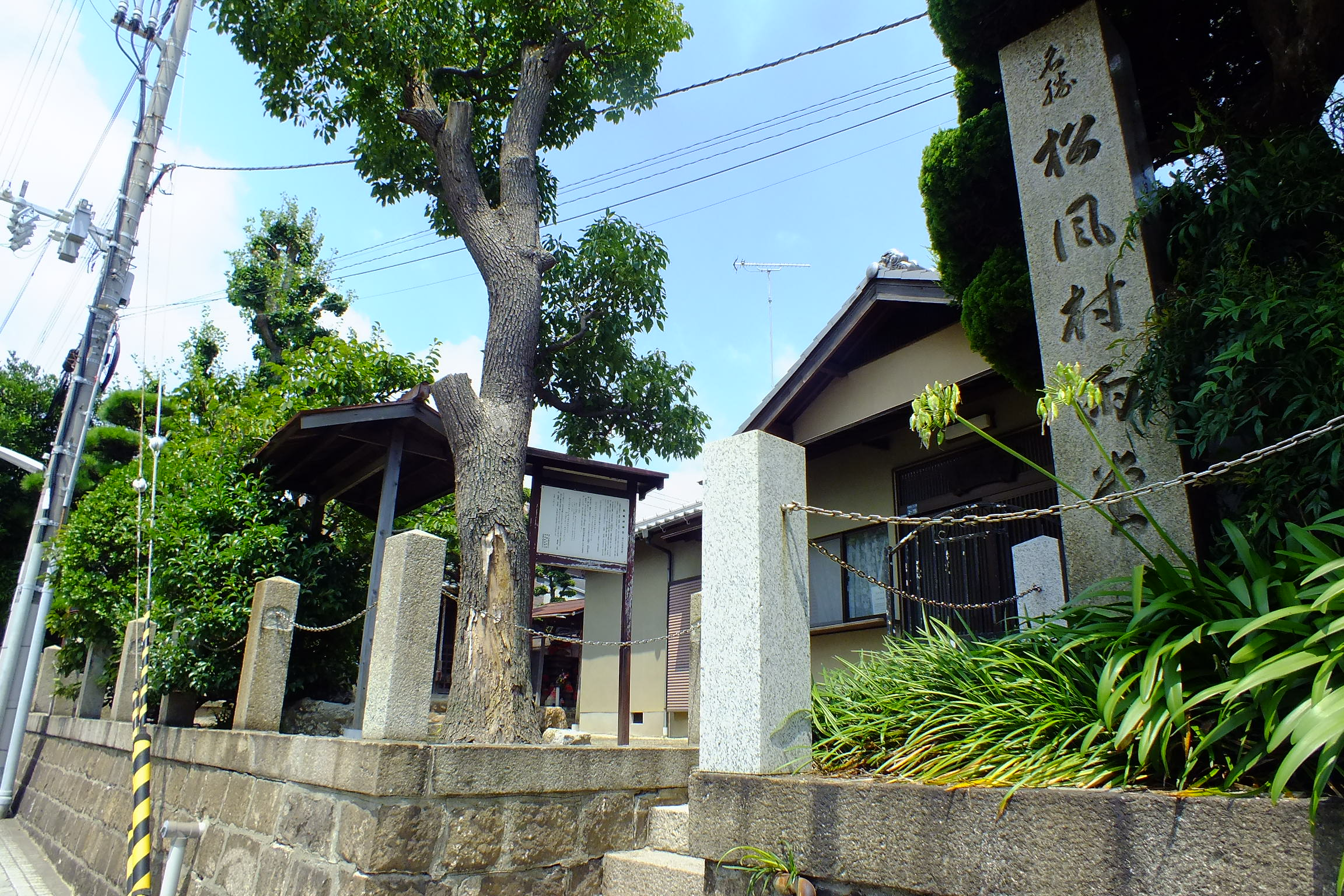
松風村雨堂入口
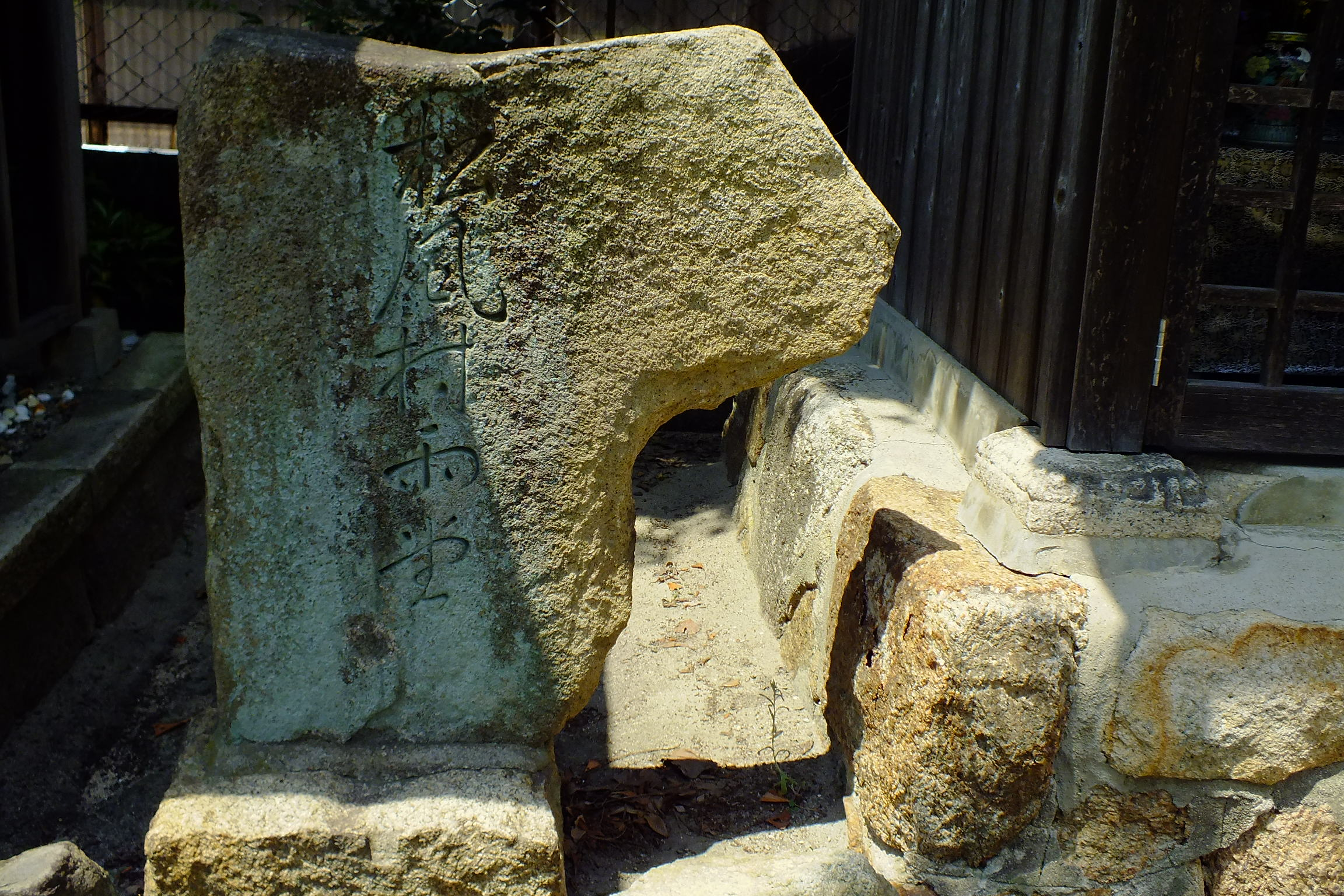
瀟洒な松風村雨堂石碑
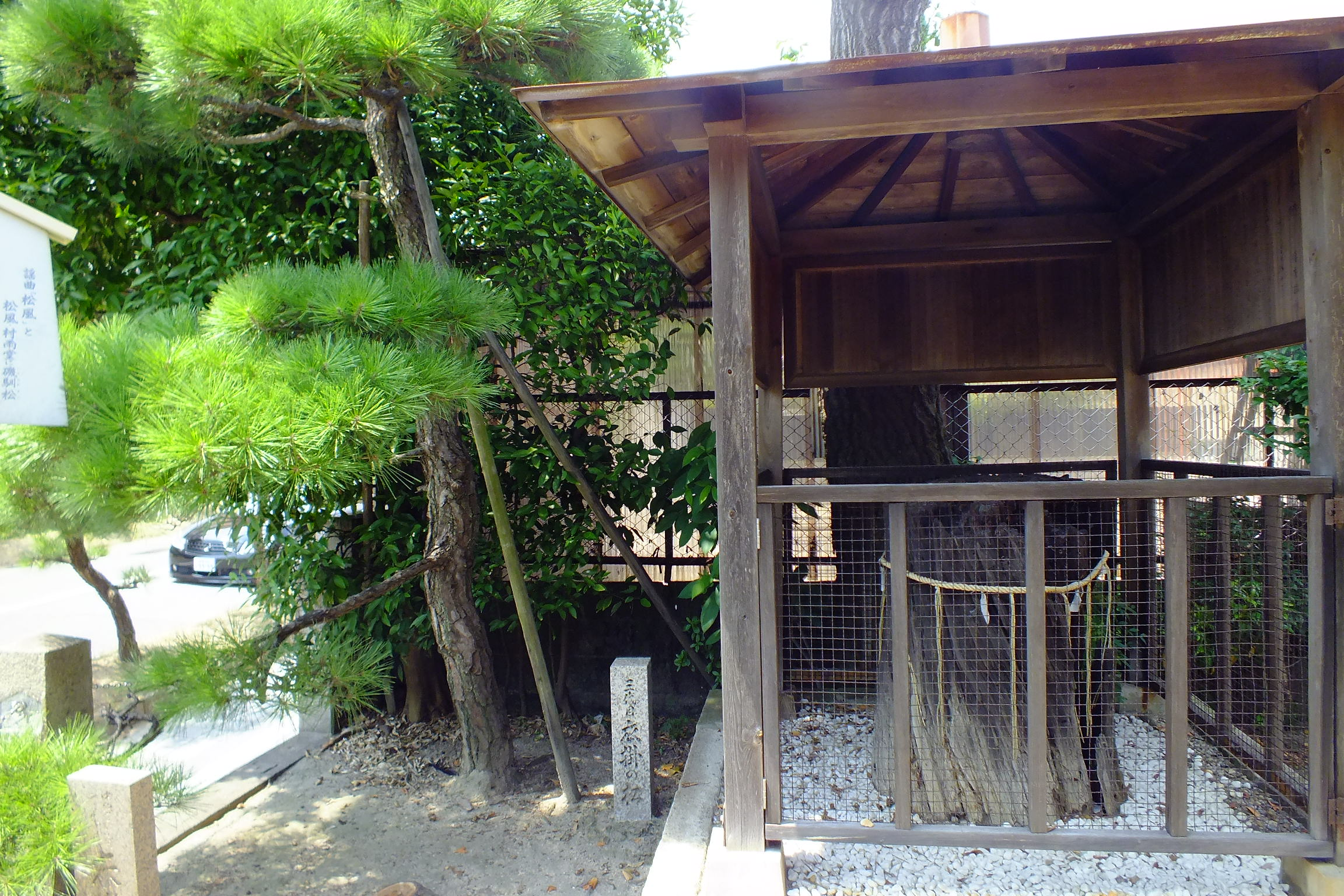
行平が植えたとされる磯馴松（右）と狩衣と烏帽子をかけて旅だったと伝えられる衣掛松（3代目）。
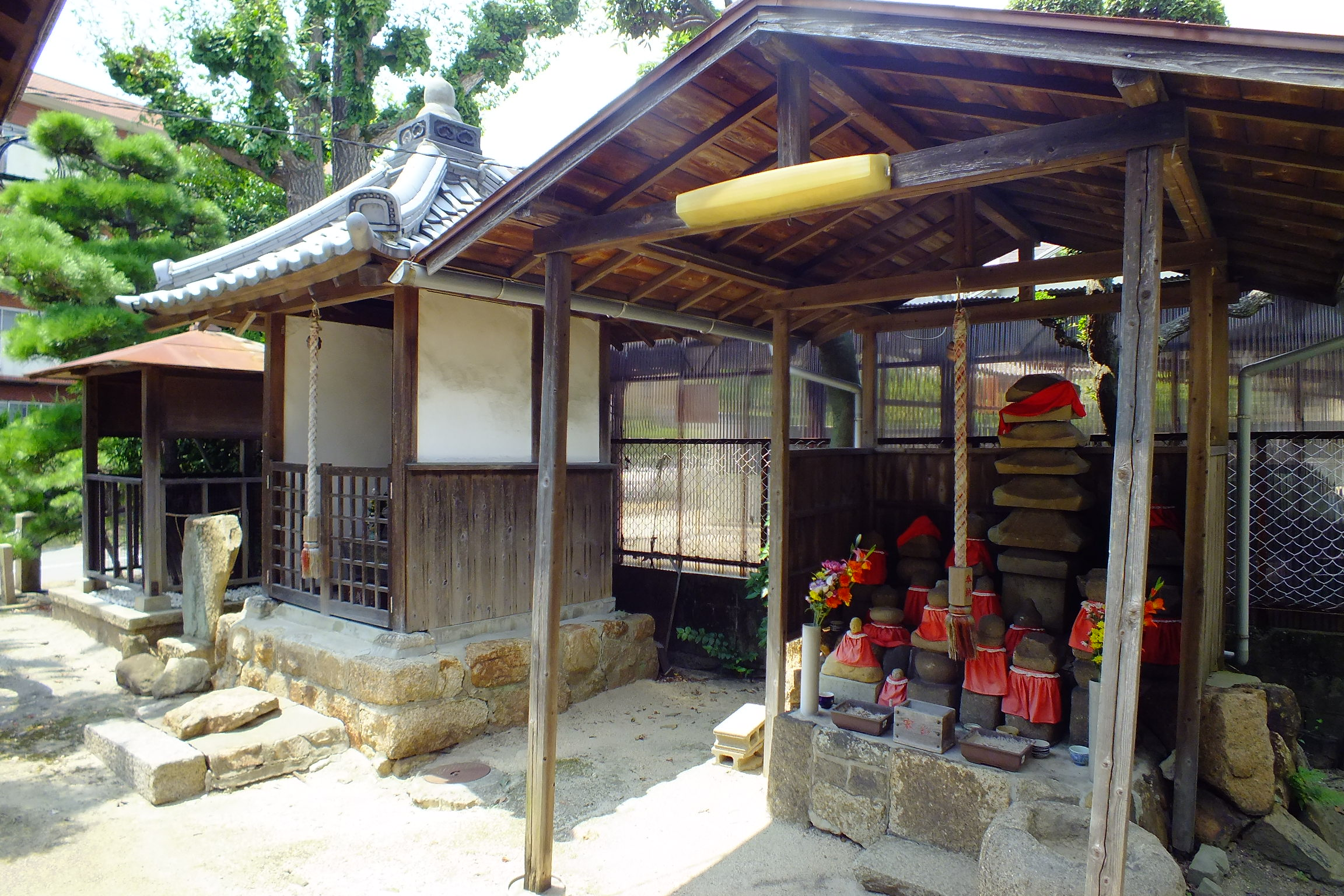
行平が都に帰った後も行平を慕い続けた姉妹が庵を結んだ跡とされるお堂。

## 交通アクセス
鉄道
- 山陽電気鉄道「須磨寺駅」下車、東へ徒歩約7分。
- JR山陽本線「須磨駅」から、神戸市バス71・72・75番系統「村雨堂」下車すぐ。[1]。